# Doctor Khumalo
Theophilus Khumalo, ismertebb nevén: Doctor Khumalo (Soweto, 1967. június 26. –), Dél-afrikai válogatott labdarúgó, edző.
A Dél-afrikai Köztársaság válogatott tagjaként részt vett az 1998-as világbajnokságon, az 1997-es konföderációs kupán és az 1996-os afrikai nemzetek kupáján.

## Sikerei, díjai
Kaizer Chiefs
- Dél-afrikai bajnok (3): 1989, 1991, 1992

Dél-Afrika
- Afrikai nemzetek kupája győztes (1): 1996